# واسوندارا داس
واسوندارا داس (انگلیسی: Vasundhara Das؛ زادهٔ ۲۷ اکتبر ۱۹۷۷) یک هنرپیشه، آهنگ‌ساز، ترانه‌سرا، خواننده کارآفرین، سخنران و فعال محیط زیست اهل هند است. وی از سال ۱۹۹۸ میلادی تاکنون مشغول فعالیت بوده‌است.
از فیلم‌هایی که وی در آن نقش داشته‌است می‌توان به هی رام (تامیلی/هندی) و عروسی مانسون (انگلیسی) و همچنین فیلم‌های زمانه پرپیچ و تاب است، شهروند و شرکت اشاره کرد.